# Norske folkeviser opus 34
Norkse folkviser is een verzameling composities van Agathe Backer-Grøndahl. Het is een voortzetting van haar opus 33 Norske folkeviser og folkedanse en werd dan ook tegelijkertijd met die verzameling bewerkingen uitgegeven op 6 december 1894 door Warmuth Musikforlag (nr 2024). Echter in tegenstelling tot voorgaande opus betreffen het geen instrumentale stukken maar liederen.
In de verzameling zaten de volgende negen melodieën:
1. Lokk uit Østerdalen in allegretto in A majeur in ¾-maatsoort
2. Baadnaat, vuggevise uit Valders in andantino in F majeur in 2/4-maatsoort
3. Huldrelok uit Foldalen in allegretto in G majeur in 2/4-maatsoort
4. Bygdevise fra Røraas in lento in F majeur in ¾-maatsoort
5. Bygdevise fra Foldalen in allegro in D majeur in 4/4-maatsoort
6. Folkevise uit Drivsjömoen in lento in d mineur in 4/4-maatsoort
7. Lokkeleg uit Foldalen in poco allegro in a mineur in 4/4-maatsoort
8. Huldre aa en Elland in vivace in a mineur in 2/4-maatsoort
9. Der var eingång ein Stein, een rægle uit Hedemarken in allegro in C majeur in ¾-maatsoort

De verzameling is opgedragen aan Mally Lammers, een zangeres.
Olivia Dahl zong onder begeleiding van de componiste Det var eingång ein stein op 18 september 1899 met een herhaling de volgende dag.